# Preston North End Football Club
El Preston North End Football Club és un club de futbol anglès, de la ciutat de Preston, a Lancashire.

## Història

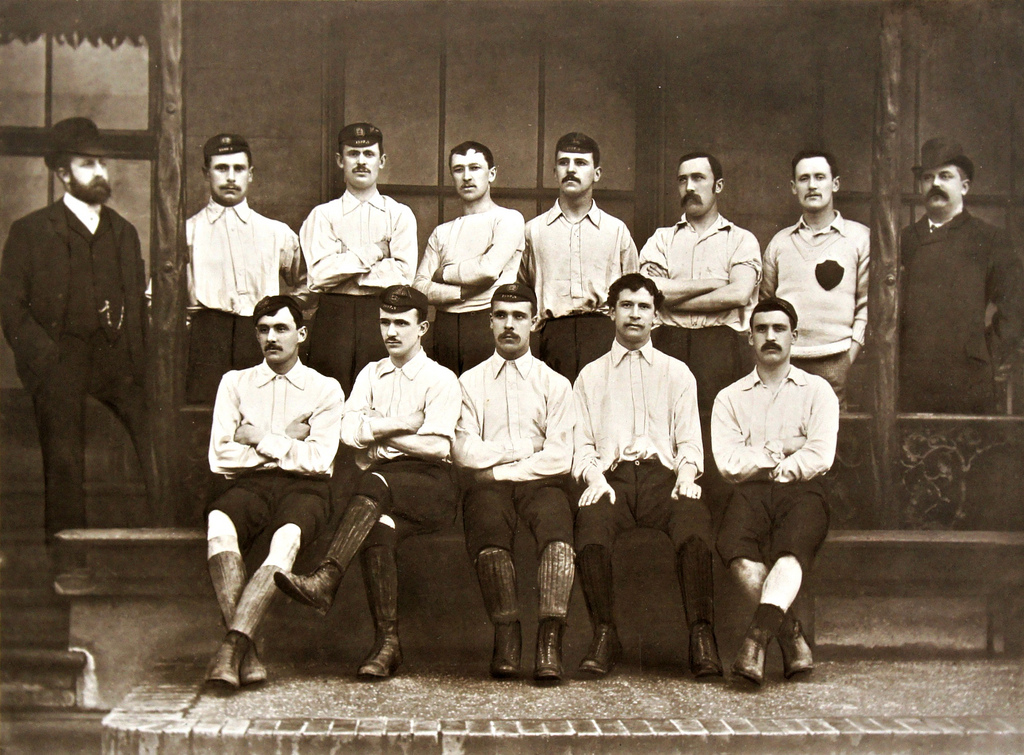
Preston North End 1888

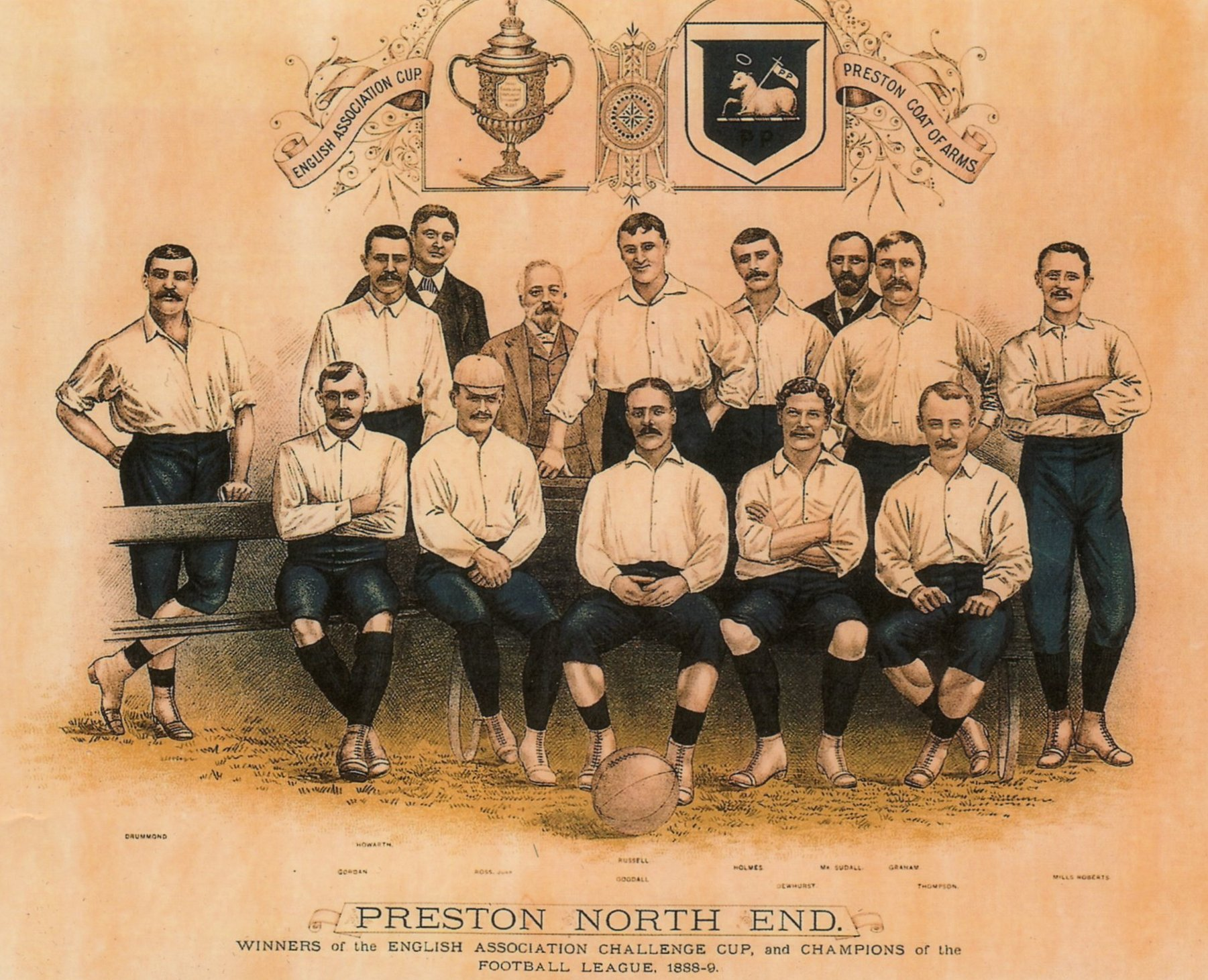
Preston North End 1888–89

El Preston North End fou fundat com un club de críquet el 1862. El club començà a practicar el futbol gradualment el futbol i el 5 d'octubre de 1878 jugà el seu primer partit de futbol. Finalment, el 1880 decidí dedicar-se definitivament a aquest esport. Fou un dels clubs creadors de la lliga anglesa el 1888 i un any després guanyà la seva primera lliga.

## Palmarès
- 2 Lliga anglesa: 1888-89, 1889-90
- 2 Copa anglesa: 1888-89, 1937-38
- 3 Lliga anglesa de Segona Divisió: 1903-04, 1912-13, 1950-51
- 2 Lliga anglesa de Tercera Divisió: 1970-71, 1999-00
- 4 Lliga anglesa de Tercera Divisió: 1995-96
- 1 Lliga anglesa de Tercera Divisió: 1995-96
- 1 Northern Regional League : 1940-41 (entre-guerres)
- 1 Football League War Cup: 1940-41 (entre-guerres)

## Colors
L'equip juga amb samarreta blanca i pantaló blau fort.